# Resolució 2351 del Consell de Seguretat de les Nacions Unides
La Resolució 2351 del Consell de Seguretat de les Nacions Unides fou adoptada per unanimitat el 28 d'abril de 2017. El Consell va ampliar el mandat de la Missió de Nacions Unides pel Referèndum al Sàhara Occidental (MINURSO) per un any fins al 30 d'abril de 2018.

## Antecedents
A principis de la dècada dels setanta va sorgir un conflicte entre Espanya, el Marroc, Mauritània i el Front Polisario sobre el Sàhara Occidental, àrea que fins llavors era en mans d'Espanya. El Marroc legitimava la reclamació que va fer sobre la base de vincles històrics amb la zona. Després que Espanya abandonés la zona, el Marroc ocupava dos terços de la mateixa. El país continua en conflicte amb el Polisario, que continua lluitant per la independència amb el suport d'Algèria.
A principis de la dècada de 1990 es va posar sobre la taula un pla per permetre a la població del Sàhara Occidental decidir el futur del país a través d'un plebiscit. La missió de la MINURSO era organitzar aquest referèndum. El pla es va retardar pels persistents desacords entre les dues parts, de manera que la missió encara està al territori.
L'any 2016 va tornar a esclatar la tensió entre Polisario i el Marroc prop de la ciutat de Guerguerat, que es troba a la franja estreta entre la zona controlada pels marroquins del Sàhara Occidental i la frontera amb Mauritània. La policia marroquina hi era per controlar les carreteres. El Polisario va acusar llavors al Marroc de violar l'alto el foc i hi va enviar tropes. També es van enviar pacificadors de les Nacions Unides per separar a les dues parts. Al febrer de 2017, el Marroc va decidir retirar-se de la zona a petició de les Nacions Unides. El Polisario es va retirar a finals d'abril.
António Guterres, que havia assumit el càrrec el gener de 2017 com a secretari general de les Nacions Unides, havia presentat una nova iniciativa diplomàtica per solucionar el problema; possible amb un plebiscit sobre l'administració marroquina del Sàhara Occidental. Mentrestant, el seu enviat a la zona, l'estatunidenc Christopher Ross, havia renunciat després de vuit anys. Durant el seu mandat no va tenir èxit en fer tornar les parts a la taula de negociació. A més, segons el Marroc, era parcial a favor del Polisario.

## Contingut
El mandat de la missió de la MINURSO al Sàhara Occidental es va renovar per un any més, fins al 30 d'abril de 2018. Es va demanar a totes les parts que cooperessin amb la missió i no l'obstaculitzessin. Per exemple, la MINURSO hauria de poder moure's lliurement i tenir contacte amb totes les parts implicades. També se'ls va demanar que respectessin l'alto el foc acordat el 1991, que mostressin voluntat política i reprenguessin les negociacions.